# Койайке
Койайке (исп. Coihaique) — город в Чили. Административный центр одноимённой коммуны, провинции Койайке и области Айсен-дель-Хенераль-Карлос-Ибаньес-дель-Кампо.

## География
Город расположен в 1350 км на юг от столицы Чили города Сантьяго. Территория коммуны —  7290,2 км². 
Коммуна граничит:
- на севере — c коммуной Лаго-Верде
- на востоке — с провинциями Чубут  (Аргентина), Санта-Крус (Аргентина)
- на юге — c коммуной Рио-Ибаньес
- на западе — c коммунами Айсен, Сиснес

Климат по меркам Чили прохладный, самый тёплый месяц — февраль, когда средняя температура воздуха составляет 11 °C со средним максимумом 15,8 °С, а самый холодный — июль, со средней температурой −1,1 °С и средним минимумом −3,4 °С.

## Демография
Согласно сведениям, собранным в ходе переписи 2007 года Национальным институтом статистики Чили,  население коммуны составляет 55 381 человек, из которых 28 211 мужчин и 27 170 женщин. Плотность населения — 7,59 чел./км².